# Neuer jüdischer Friedhof (Ober-Ingelheim)

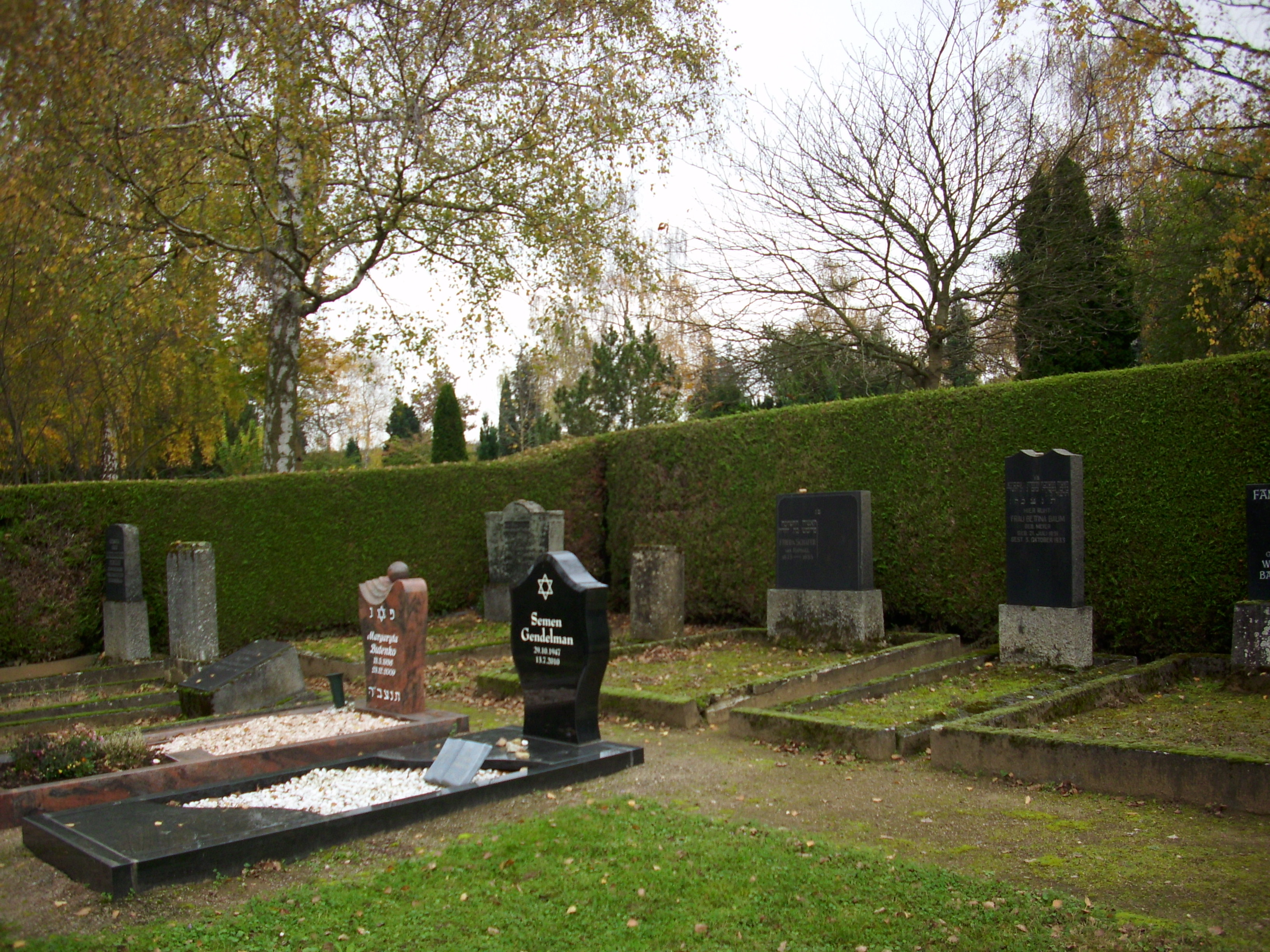
Neuer jüdischer Friedhof in Ingelheim am Rhein

Der Neue jüdische Friedhof in Ingelheim am Rhein, einer Stadt im Landkreis Mainz-Bingen in Rheinland-Pfalz, wurde 1932 angelegt. Der jüdische Friedhof befindet sich innerhalb des kommunalen Friedhofs an der Rotweinstraße im Stadtteil Ober-Ingelheim.
Es sind 13 Grabsteine aus der Zeit von 1932 bis 1941 erhalten. Die Grabsteine bestehen hauptsächlich aus schlichten Stelen aus schwarzem, poliertem Granit und Kunststein.